# Morava (Češka)
Morava (njem. March) je rijeka u Češkoj i najvažnija rijeka regije Moravske koja je po njoj dobila ime.

## Opis
Izvire u planini Kralickom Snežniku u blizini granice s Poljskom. Teče kroz Moravsku nizinu (dio oko grada Olomouca se naziva nizina Hana) s vrlo plodnim tlom. Jednim dijelom je granična rijeka između Češke i Slovačke, te Slovačke i Austrije. Ulijeva se u Dunav kod Devína u blizini Bratislave. Najvažnije pritoke su Bečva i Thaya.

## Vanjske poveznice
|  | Zajednički poslužitelj ima još gradiva o temi Morava (Češka) |